# Amblyornis
Amblyornis är ett fågelsläkte i familjen lövsalsfåglar inom ordningen tättingar Släktet omfattar här fem arter som förekommer på Nya Guinea:
- Brun lövsalsfågel (A. inornata)
- Fackellövsalsfågel (A. macgregoriae)
- Huonlövsalsfågel (A. germanus) – nyligen urskild art, vanligen behandlad som del av macgregoriae[2]
- Orangetofsad lövsalsfågel (A. subalaris)
- Gultofsad lövsalsfågel (A. flavifrons)